# Lorenzo Minotti
Lorenzo Minotti (* 8. Februar 1967 in Cesena, Italien) ist ein ehemaliger italienischer Fußballspieler.
Während seiner aktiven Zeit spielte Minotti als moderner, kopfballstarker Libero.

## Karriere

### Im Verein
Lorenzo Minotti begann seine Karriere beim Verein seiner Heimatstadt, der AC Cesena, 1985 in der Serie B. Im Sommer 1987 wechselte er zur AC Parma, mit dem er 1989/90 zum ersten Mal in der Vereinsgeschichte in die Serie A aufstieg. Sein Debüt in Italiens höchster Spielklasse feierte der Abwehrspieler am 9. September 1990 bei der 1:2-Heimniederlage gegen Juventus Turin.
In den folgenden Jahren gewann Minotti als Stammspieler und Mannschaftskapitän mit dem AC Parma unter Trainer Nevio Scala die Coppa Italia, den Europapokal der Pokalsieger, den Europäischen Supercup sowie den UEFA-Pokal.
Im Sommer 1996 wechselte Minotti 29-jährig zu Cagliari Calcio. Von 1997 bis 2000 stand er bei Torino Calcio unter Vertrag, bevor er 2000/01 seine Karriere beim FBC Treviso in der Serie B beendete.

### In der Nationalmannschaft
Lorenzo Minotti debütierte am 16. Februar 1994 bei der 0:1-Niederlage gegen Frankreich unter Arrigo Sacchi in der italienischen Nationalmannschaft. Im selben Jahr stand er in Sacchis Kader für die Weltmeisterschaft in den USA, wo er zwar nicht zum Einsatz kam, aber mit den Azzurri bis ins Finale vorstieß, in dem man sich Brasilien mit 2:3 nach Elfmeterschießen geschlagen geben musste.
Das letzte seiner insgesamt acht Länderspiele für Italien absolvierte der Mittelfeldspieler am 21. Juni 1995 bei der 0:2-Niederlage gegen Deutschland in Zürich.

## Nach der aktiven Zeit
Von 2002 bis 2004 arbeitete Lorenzo Minotti als Teammanager beim AC Parma. Nach einer längeren Auszeit arbeitete er von November 2007 bis Juni 2009 im Management des AC Cesena.

## Erfolge
- Coppa Italia: 1991/92
- Europapokal der Pokalsieger: 1992/93
- Europäischen Supercup: 1993
- Vize-Weltmeister: 1994
- UEFA-Pokal: 1994/95